# Максимов, Сергей Владимирович
Сергей Владимирович Максимов (род. 22 марта 1960 года, Смоленск) — российский и украинский предприниматель, финансист и общественный деятель. Член Наблюдательного совета VAB Банка, сопрезидент еврейской конфедерации Украины. Лауреат премии Киевской городской еврейской общины 2000 года в номинации «Бизнес».

## Биография
В 1983 году с отличием окончил Московское высшее техническое училище имени Баумана. Прошёл курс обучения в Немецкой академии Бонн-Финанс по банковскому менеджменту и в Украинской академии международных отношений. С 1983 по 1989 годы работал в одном из НИИ Министерства обороны СССР, занимался противоракетными программами. В 1989—1995 годах работал в инженерной сфере, занимался инвестициями в медицину и инновации, реализацией инвестиционных проектов в сфере высоких технологий в Венгрии. По сообщениям прессы из-за связей в криминальном мире, близости к Семёна Могилевичу и участии в контрабанде оружия получил запрет на въезд в США.
С июня 1995 года — президент Всеукраинского акционерного банка VAB Банк, в следующем году стал членом наблюдательного совета Всеукраинского акционерного банка VAB Банк. С сентября 2006 года — президент VAB Group. Был председателем наблюдательного совета VAB Банка до 2 августа 2010 года.
Максимов планировал выгодно продать банк российским или французским финансовым группам. Для этого он прилагал усилия на улучшение репутации VAB Банка и это ему удавалось. Международные финансовые структуры предлагали ему выкупить банк за 700 млн дол, но Максимов отказался. После начала экономического кризиса в середине октября 2009 года Сергей Максимов обратился за срочной помощью к Национальному банку. В итоге НБУ выдал 973 миллиона в качестве стабилизационного займа и 104 миллиона как рефинансирование.
В 2011 году Максимов продал контрольный пакет акций банка Олегу Бахматюку, став миноритарным акционером. По свидетельству нового руководства банка в 2005—2009 годах в нарушение банковского законодательства (в частности, нормативы о кредитовании связанных лиц) с использованием служебного положения Максимов вывел из банка более 1 млрд грн. на подконтрольные себе предприятия в виде кредитов.
В разное время проживал в Киеве, Москве, Вене и Тель-Авиве.

## Уголовное преследование
В октябре 2011 года VAB Банк инициировал возбуждение уголовного дела против Сергея Максимова за хищение кредитных средств. 26 декабря 2011 года Сергей Максимов был арестован в Киеве. Зимой 2012 года Главное управление по расследованию особо важных дел Генеральной прокуратуры Украины завершило расследование по делу Сергея Максимова. Он обвинялся в совершении преступлений, предусмотренных ч. 5 ст. 191 ч. 3 ст. 209, ч. 2 ст. 366, ч. 3 ст. 27 и ч. 2 ст. 366 Уголовного кодекса Украины. Согласно заявлению правоохранителей, используя служебное положение, Максимов настоял на выдаче в 2008 году кредитов подконтрольным ему коммерческим структурам на десятки миллионов гривен. Около 40 млн гривен из этих средств были присвоены им для дальнейшей легализации.
В самом VAB Банке утверждают, что банкир успел присвоить гораздо больше. За весь период деятельности Максимов вывел из VAB Банка около 255 млн долларов в офшорные структуры, причём под фиктивные решения суда. По решению суда Сергей Максимов был выпущен под залог в 5 млн гривен. В начале 2017 года расследование подозрений против Сергея Максимова было приостановлено. 14 января появилась информация, что по требованию VAB Банка расследование дела о задолженности в размере 2 миллиардов гривен начато заново. Находится в международном розыске.